# Liste bestehender Klöster in den Niederlanden

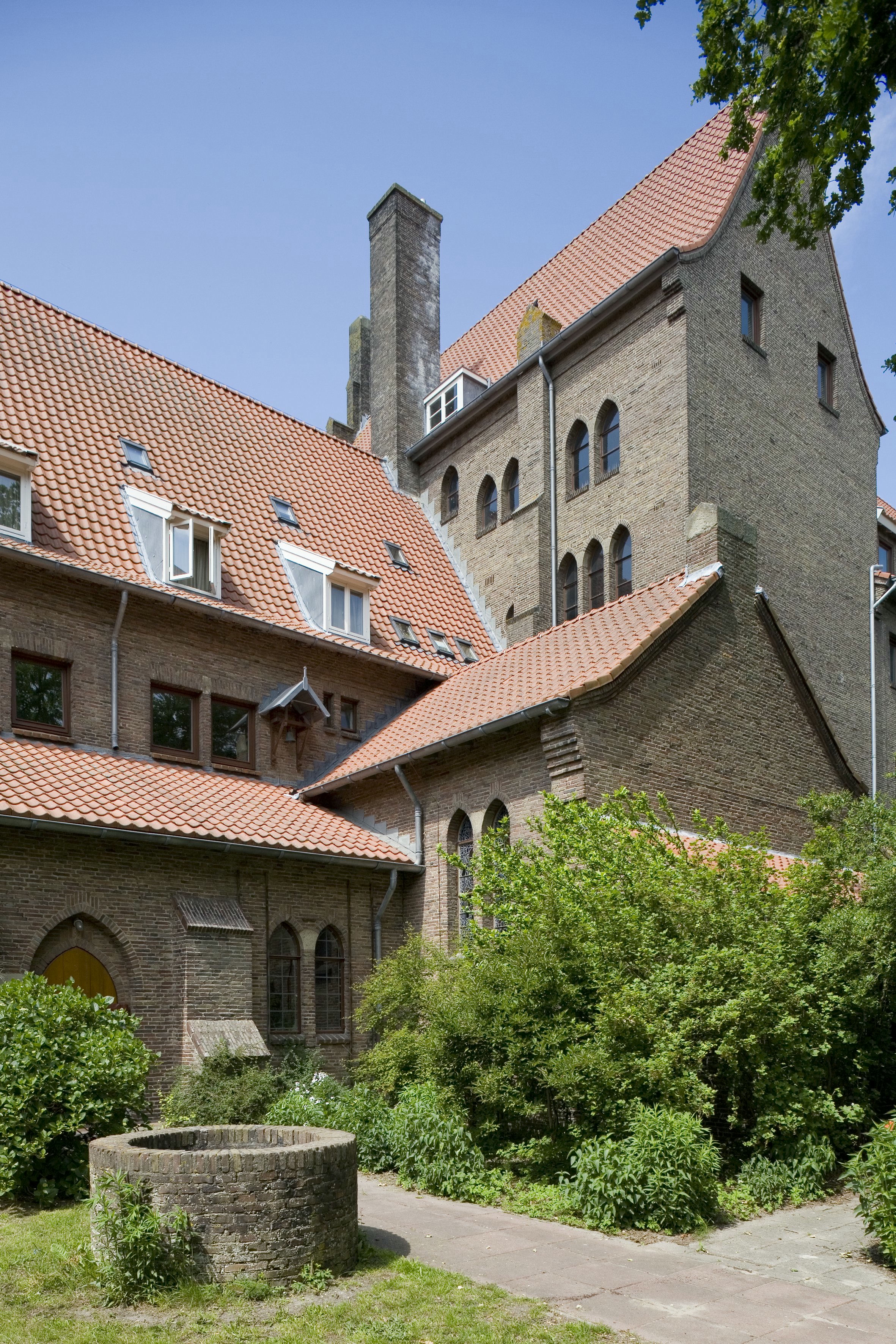
Klosterkirche der Abtei Egmond

Die Liste enthält bestehende Klöster und Ordensniederlassungen in den Niederlanden. In den letzten Jahrzehnten nahm deren Zahl und die von Mönchen und Nonnen stark ab.

## Klöster und Niederlassungen (Auswahl)
Arme Schwestern vom göttlichen Kind
- Schwesternhaus Blauwhuis, Friesland, seit 1904

Benediktiner
- Abtei St. Willibrord, Doetinchem, Slangenburg, Gelderland, seit 1945
- Abtei St. Adalbert, Egmond, Nordholland, wieder seit 1935
- Abtei St. Benediktusberg (Vaals)

Dominikaner
- Priorat Berg en Dal
- Kommunität Rotterdam
- Kommunität Zwolle
- Kommunität Huissen

Dominikanerinnen
- Dominikanerinnen Berg en Dal, vorher Mariadal
- Dominikanerinnen vom Apostolat der heiligen Katharina, Enschede
- Dominikanerinnen von Neerbosch, Nijmegen
- Dominikanerinnen der heiligen Cecilia, Sittard, aus USA
- Dominikanerinnen der heiligen Katharina von Siena, Voorschoten

Barmherzige Schwestern vom hl. Karl Borromäus
- Bakhuizen, Friesland, seit 1939
- Schwesternhaus beim Krankenhaus Sneek, Friesland, seit 1903

Franziskaner
- Kommunität Amsterdam
- Kommunität Delft
- Kommunität 's Hertogenbosch (Den Bosch, vorher Utrecht, in ehemaligem Kapuzinerkloster)
- Kommunität Megen
- Kommunität Nijmegen
- Kommunität Valkenburg
- Kommunität Voorhout
- Kommunität Weert
- Kommunität Wijchen

Franziskanerinnen
- Babberich, Gelderland, seit 1917

Franziskanerinnen von Bennebroek
- Bolsward, Friesland, seit 1850
- Franeker, Friesland, seit 1853
- Leeuwarden, Friesland, seit 1851

Franziskanerinnen von der heiligen Familie
- Oosterwolde, Friesland, seit 1957

Franziskanerinnen von H. Martelaar Georgius
- Heerenveen, seit 1951

Franziskanerinnen von Münster-Mauritz
- Leeuwarden, Friesland, seit 1850
- Sankt-Bonifatius-Hospital (Sint-Bonifatiushospitaal), Friesland, seit 1883

Kapuziner
- Haus Tilburg, seit 2018, vorher 's Hertogenbosch

Prämonstratenser
- Priorat Essenburgh, Hierden, Gelderland, seit 1950

Steyler Missionare
- Steyler Anbetungsschwestern in Steyl[3]

Schwestern vom heiligen Josef
- Drachten, Friesland, seit 1943
- Joure, Friesland, seit 1929

Schwestern von der Gesellschaft von Jesus, Maria und Josef
- Schwesternhaus Culemborg, Gelderland, seit 1852
- Sneek, Friesland, seit 1881
- Workum, Friesland, seit 1887

Schwestern von der Liebe von Jesus und Maria
- Amelandshaus (Amelandshuis), Leeuwarden, seit 1860

Trappisten
- Abtei Unsere Liebe Frau von Koningshoeven in Berkel Enschot
- Abtei Lilbosch in Echt-Susteren
- Abtei Mariae Zuflucht in Zundert